# M5Stack
 (septembre 2019).
Si vous disposez d'ouvrages ou d'articles de référence ou si vous connaissez des sites web de qualité traitant du thème abordé ici, merci de compléter l'article en donnant les références utiles à sa vérifiabilité et en les liant à la section « Notes et références ».
M5Stack est un système de modules composé d'ordinateurs à cartes uniques à destination de l'Internet des objets, basé sur le microcontrôleur d'architecture ESP32-S. Son approche se veut multiple : soit on le programme avec la suite Arduino IDE, soit depuis UI Flow un éditeur de code en mode bloc, semblable à Scratch. L'utilisation de ces deux modes de programmation, n'est pas possible en même temps, le firmware n'étant pas le même.

## UI Flow
UIFlow est un environnement de développement graphique conçu pour simplifier le développement de projets, le rendant accessible à tous, y compris ceux sans formation en ingénierie. 
Il prend en charge plus de 100 dispositifs matériels, y compris les contrôleurs basés sur ESP32 et divers capteurs, le rendant hautement compatible avec la série M5Stack pour le développement IoT.